# Kaymaklı (Nevşehir)
Pour les articles homonymes, voir Kaymaklı.
Kaymaklı est, avec Derinkuyu, la plus remarquable des cinq cités souterraines ouvertes au public, sur un total de 200 sites de ce genre en Cappadoce (Turquie), dont 36 comportent au moins trois niveaux. Elle est située à une vingtaine de kilomètres au sud de Nevşehir, au cœur d'un bourg qui s'appelait autrefois Enegüp, nom transformé en Enegobi par les Grecs. Après l'échange de population de 1924, les Turcs lui donnèrent son nom actuel de Kaymaklı.

## Histoire
Les premières excavations dans le tuf friable de la colline remontent peut-être à l'époque des  Hittites, vers 1300 av. J.-C. Mais il est plus généralement admis que celles de Derinkuyu et de Kaymaklı datent de la domination phrygienne (VIIIe siècle av. J.-C.). En tout cas, l'existence d'habitations souterraines dans la région est attestée par  Xénophon (Ve-IVe siècles av. J.-C.). Mais cette cité, comme les autres, a été essentiellement creusée par des populations paléochrétiennes souhaitant se protéger contre des persécutions et des invasions. Huit mille chrétiens, fuyant les persécutions romaines, y auraient trouvé refuge. Plus tard, des populations s'y réfugièrent, notamment à partir du VIIe siècle face aux raids des Omeyyades et des Abbassides. Elle a grandi au fil des siècles, comptant finalement des kilomètres de galeries.
Découverte en 1964, la cité fut partiellement ouverte au public peu de temps après. Actuellement, quatre étages sont accessibles, descendant à une profondeur de 20 mètres. D'autres étages sont présents au-dessous, au nombre de quatre, semble-t-il.

## Description
L'espace est organisé autour de cheminées d'aération. Une seule de ces cheminées dessert les pièces ouvertes au public.

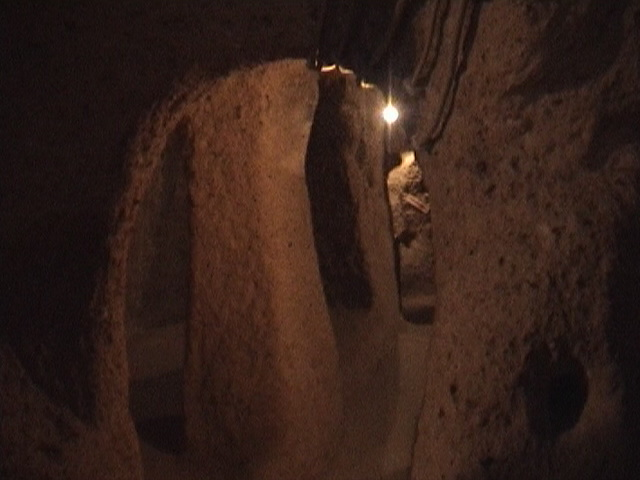
Kaymaklı

Une étable de petite dimension se trouve à l'entrée du premier étage (à partir du haut). À gauche de celle-ci, s'ouvre un passage qui mène à une église et qui pouvait être obstrué par une meule de pierre. Comme dans les autres villes souterraines, ces meules, taillées dans une pierre de nature différente, ont été amenées de l'extérieur par des ouvertures qui ont ensuite été murées. Elles ont environ 55 cm d'épaisseur et 1,65 m de diamètre, pour un poids de 500 kg. À droite de l'étable, se trouvent des pièces destinées au logement.
Au second étage se trouve une autre église dotée d'une nef et de deux absides. Il s'y trouve des fonts baptismaux et des bancs de pierre le long des murs.
Le troisième étage contient des espaces de stockage, des presses à vin et à huile ainsi que des cuisines. On y trouve un bloc d'andésite, comportant cinquante-sept trous et orné de reliefs, destiné à fondre le cuivre.
Le grand nombre de pièces et la surface qui était affectée au stockage de jarres au quatrième étage prouve que la cité était destinée à accueillir un grand nombre de personnes.

## Sources
- (en) Cet article est partiellement ou en totalité issu de l’article de Wikipédia en anglais intitulé « Kaymaklı Underground City » (voir la liste des auteurs).

Autre source : Ömer Demircan, cf. Bibliographie.